# IF product design award

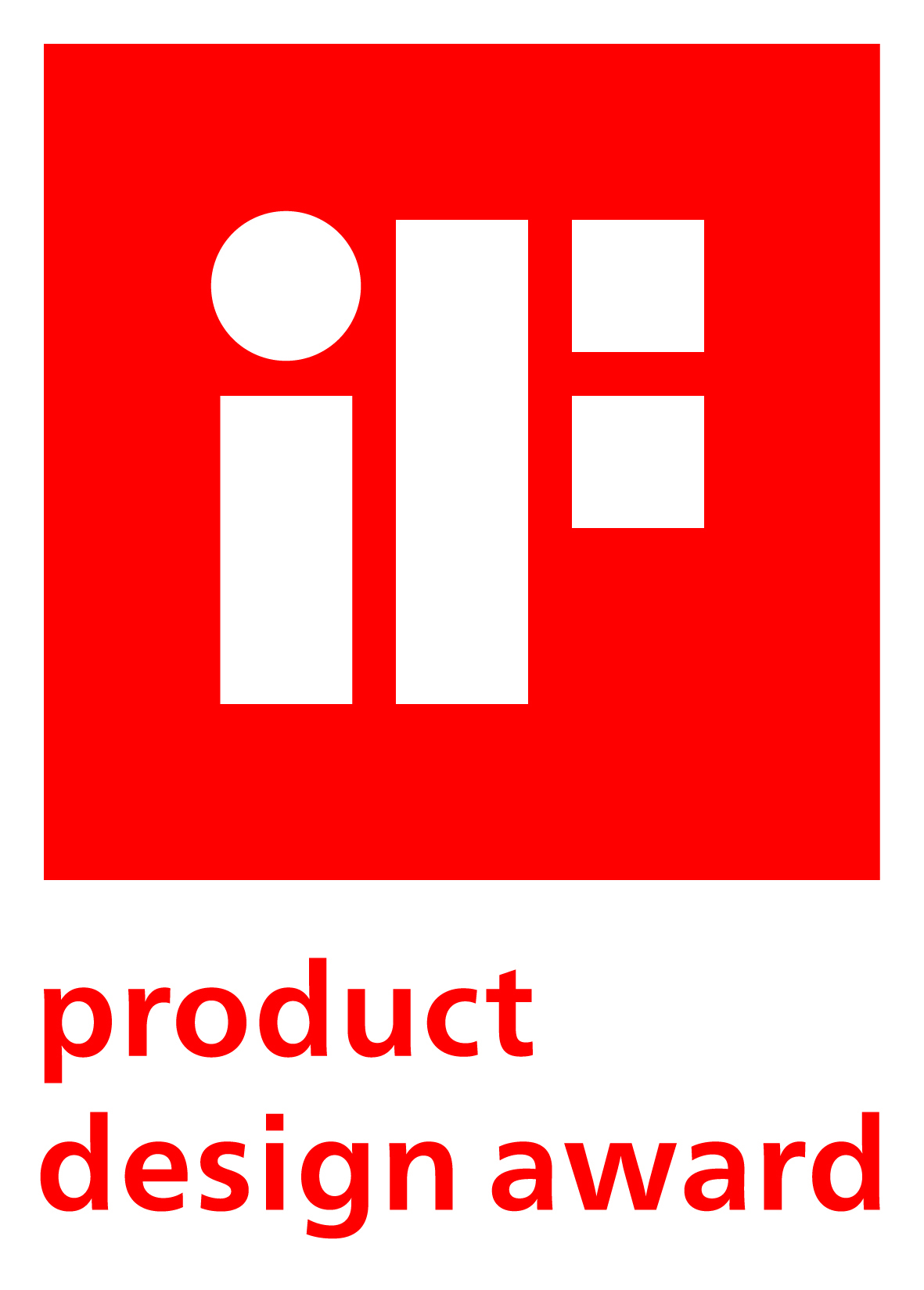
Fig.1 Logo d'iF design awards

iF product design award (en anglès, Premi de disseny de producte iF) és un premi de disseny internacional de disseny de productes concedit per l'organització iF International Forum Design. Aquest premi es concedeix a diverses disciplines del món del disseny. iF Design fou creada el 1953 com una part de la fira industrial de Hannover, Alemanya.

## Disciplines i categories
- Producte [Conté 21 Sub-Categories][5]
- Packaging [Conté 8 Sub-Categories]
- Comunicació [Conté 9 Sub-Categories]
- Arquitectura Interior [Conté 8 Sub-Categories]
- Concepte Professional [Conté 10 Sub-Categories]
- Servei de Disseny / UX [Conté 8 Sub-Categories]
- Arquitectura [Conté 6 Sub-Categories]

## Guanyadors iF gold awards

### Guanyadors iF gold award 2016
Nombre de concursants : més de 5000, dels quals 75 seleccionats
| Nom                 | Empresa      | Producte                                    | Notes                |
| ------------------- | ------------ | ------------------------------------------- | -------------------- |
| Lumify              | Philips      | Sensor d'ultrasons per ecografies portables | Connectable al mòbil |
| IconiQ Wet&Dry      | Philips      | Afaitadora                                  | Cos ceràmic          |
| DreamWear           | Philips      | Màscara d'apnea                             |                      |
| LINE Café F&B       | LINE FRIENDS | Pachaging de menjar i begudes               |                      |
| HP PageWide XL 8000 | HP           | Impressora de gran format                   |                      |
| LG Signature        | LG           | Rentadora domèstica                         |                      |
| CHEF XL Titanium    | Kenwood      | Batedora de cuina                           |                      |
| ThinkPad X1 Tablet  | Lenovo       | Tablet                                      |                      |
| Seaboard RISE       | ROLI         | Teclat MIDI                                 |                      |
| SERIF TV            | Samsung      | Tv                                          |                      |

### Guanyadors iF gold award 2015
| Nom               | Empresa | Producte    | Notes |
| ----------------- | ------- | ----------- | ----- |
| Xperia™ Z2 Tablet | Sony    | Tablet      |       |
| SlimStyle LED     | Philips | Bombeta Led |       |
| Senseo            | Philips | Cafetera    |       |
| Curved UHD TV     | Samsung | Tv          |       |

## Altres premis similars
- Red Dot Design Award: és un premi de disseny internacional concedit a Alemanya.
- Plus x award: és un premi d'innovació tecnològica internacional concedit a Alemanya.
- DME award: és un premi europeu a la gestió del disseny.
- A' Design Award: és un premi mundial de disseny per a arquitectes, artistes i disseny en general.
- Good Design Award (Japó): és un premi de disseny industrial organitzat anualment per l'institut japonès de la promoció al disseny.
- Good Design Award (Chicago): és un premi de disseny industrial organitzat anualment pel museu d'arquitectura i disseny de Chicago.
- Premis delta FAD: és un premi de disseny organitzat anualment pel FAD Barcelona.
- Edison Awards: és un premi a la innovació de productes i serveis.